# Christian Ehregott Weinlig

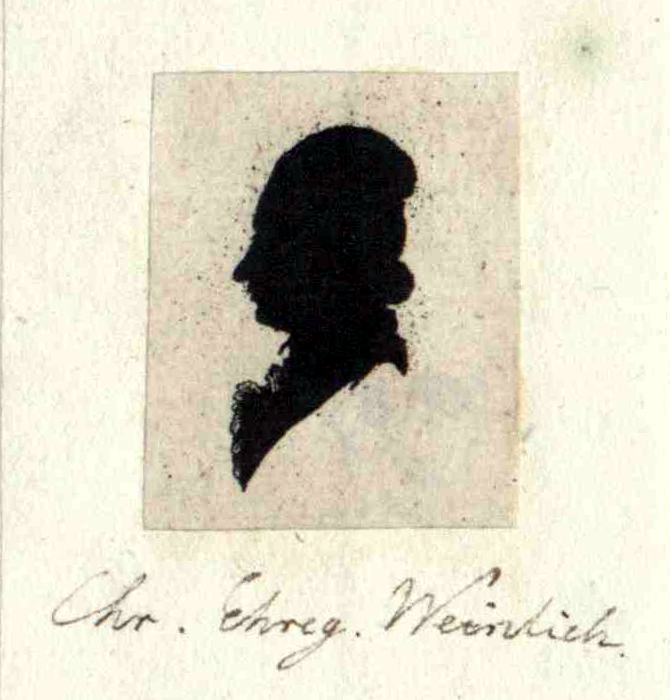
Schattenriss Weinligs

Christian Ehregott Weinlig (* 30. September 1743 in Dresden; † 14. März 1813 ebenda) war ein deutscher Komponist und Kreuzkantor.

## Leben

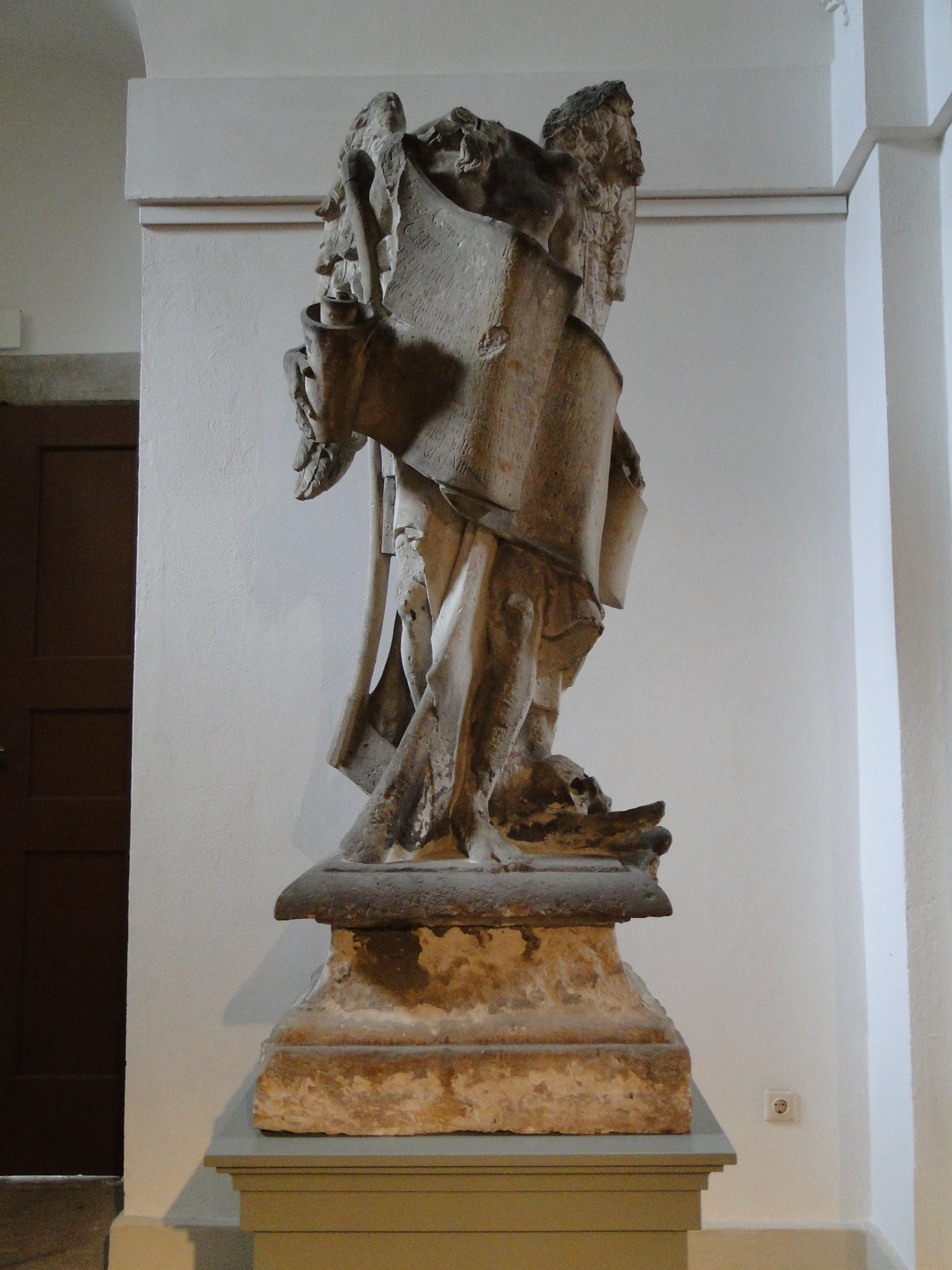
Grabstein der Familie Weinlig, 2014 im Palais im Großen Garten

Christian Ehregott Weinlig kam als Sohn des Dresdner Stadtschreibers, Stadtsyndikus und ab 1744 Dresdner Bürgermeisters Christian Weinlig (1681–1762) in Dresden zur Welt. Sein Bruder war der 1739 geborene Baumeister Christian Traugott Weinlig. Er erhielt seine musikalische Ausbildung als Externer an der Kreuzschule und lernte bei Gottfried August Homilius Generalbass und Komposition. Schon zu dieser Zeit schrieb er Kantaten, die Homilius aufführen ließ. Auf Wunsch seines Vaters begann Weinlig 1765 ein Theologie-Studium an der Universität Leipzig. Während des Studiums komponierte er unter anderem Ballette mit Gesangsparts für die Koch’sche Schauspieltruppe, die positiv aufgenommen wurden. Er wurde daher auf Betreiben des Magistrats von 1767 bis 1773 als Organist der reformierten Kirche in Leipzig eingestellt. Anschließend wirkte er bis 1780 als Organist in Thorn. Es entstanden unter anderem Kantaten und Klaviersonaten sowie ein Passionsoratorium, die im Druck erschienen. Das Oratorium wurde unter anderem in Danzig und Dresden aufgeführt.
Ab 1780 war Weinlig Akkompagnist der Dresdner Hofoper und bis 1785 Organist der Frauenkirche in Dresden, widmete sich jedoch weiterhin dem Komponieren. Als sein Lehrer Homilius 1784 einen Schlaganfall erlitt, schlug er Weinlig als seine Vertretung als Kreuzkantor vor. Weinlig bestand die Kantoratsprüfung, die unter Vorsitz von Johann Gottlieb Naumann stattfand, und war 1784 als Homilius’ Stellvertreter tätig. Als Homilius im Folgejahr starb, wurde Weinlig zum Kantor der Kreuzkirche und der Kreuzschule ernannt. Seine 1786 für den Karfreitag komponierte Passionsmusik Der Christ am Grabe Jesu mit Text von Traugott Benjamin Berger (1754–1810) war von Zeitgenossen besonders geschätzt. Durch seine enge Zusammenarbeit mit den Sängern der Dresdner Oper entfernte sich Weinligs Werk mit der Zeit vom ernsten kirchlichen Stil. In Weinligs Kantorenzeit fiel auch die Einweihung der neuen Kreuzkirche im November 1792, zu der seine Kantate Ehrfurchtsvoll, o Gott, betreten wir aufgeführt wurde, an der 120 Sänger beteiligt gewesen sein sollen.
Seit 1793 immer häufiger erkrankt, musste Weinlig die Leitung der Passionsoratorien bereits 1809 an seinen Neffen Christian Theodor Weinlig übergeben. Weinlig starb 1813 in Dresden und wurde auf dem Eliasfriedhof in der Familiengruft Weinlig beigesetzt. Von der Grabstätte hat sich „ein Saturn mit Spruchband in lateinischer Sprache“ erhalten, der im Palais im Großen Garten gelagert wird.
Weinlig hat Opern, Oratorien (Der Christ am Grabe Jesu, 1786; Jesus Christus leidend und sterbend, 1787), Kantaten (Augusta), Lieder, Klavierstücke und Sonaten im empfindsamen Stil geschrieben. Zu seinen Schülern gehörten unter anderem Gottlob Benedict Bierey, Friedrich August Kanne und Gottlob August Krille. Krille wurde als Nachfolger Weinligs neuer Kreuzkantor, starb jedoch bereits nach zwei Monaten im Amt. Sein Nachfolger wurde Weinligs Neffe Christian Theodor Weinlig, der ebenfalls Komponist war und später auch Thomaskantor wurde.